# أيفي بريدج
أيفي بريدج (بالإنجليزية: Ivy Bridge)‏ هو اسم لمعمارية انتل الجديدة للمعالجات المنبية على اساس دقة تصنيع 22 نانو وهي أول معمارية تصدر بهذه الدقة.هذه المعمارية مبنية على معمارية ساندي بريدج وهما متشابهان مع وجود بعض التحسينات والتطويرات في الجيل الجديد ولهما نفس المقبس LGA 1155.
بدأ الإنتاج من رقائق Ivy Bridge في الربع الثالث من عام 2011.المعالجات إنتل كور i3 الخاصة بالاجهزة المكتبية وكذلك كأول معالج 22 نانومتر بنتيوم، أطلقت في الأسبوع الأول من سبتمبر، عام 2012.

## ما الجديد في معمارية ومعالجات أيفي بريدج
- تستخدم معالجات أيفي بريدج نفس مقبس ساندي بريدج LGA 1155 فتعمل هذه المعالجات على نفس اللوحات الام وقد يحتاج بعضها لتحديث البيوس للعمل بشكل جيد.
- استخدمت هذه المعمارية ترانسستوات 3D أو ما تسمى بـ Tri-Gate transistor و هي ترانسستورات جديدة، تستخدم لأول مرة في معالجات انتل، وتعطي أداء أفضل بكثير من الترانسيستورات 32 نانومتر من ناحية السرعة وأستهلاك الطاقة.
- المعالج الرسومي المدمج في معالجات أيفي بريدج أفضل بكثير من الأخرى المدمجة في ساندي بريدج، حيث تدعم تقنية DirectX 11 و OpenCL 1.1 و OpenGL 3.1، وسوف يعمل المعالج الرسومي المدمج على جهّد أقل بفضل دقة التصنيع المصغرة مما سوف يعطي أداء أفضل بكثير عن معالجات المعمارية السابقة.
- تدعم المعالجات أيفي بريدج PCI Express 3.0 وأيضا USB 3.
- تدعم تقنية Intel Quick Sync Video 2 وهي تحسين لتقنية انتل لترميز وفك ترميز الفيديو.

## قائمة بمعالجات ايفي بريدج
ملاحظة: المعالجات التي تدعم محولات العرض Intel HD 4000 سوف تظهر بالخط العريض.

### معالجات الأجهزة المكتبية
| الفئة المستهدفة | الأنوية (الخيوط) | موديل المعالج   | موديل المعالج | معدل السرعة | معدل السرعة | معدل سرعة الجرافيكس | معدل سرعة الجرافيكس | ذاكرة التخزين المؤقت المستوى 3 | طاقة التصميم الحراري TDP | تاريخ الإصدار | السعر عند الإصدار | اللوحة الأم الداعمة     | اللوحة الأم الداعمة                     | اللوحة الأم الداعمة             |
| الفئة المستهدفة | الأنوية (الخيوط) | موديل المعالج   | موديل المعالج | الطبيعي     | التيربو     | الطبيعي             | التيربو             | ذاكرة التخزين المؤقت المستوى 3 | طاقة التصميم الحراري TDP | تاريخ الإصدار | السعر عند الإصدار | المقبس                  | المدخل                                  | الذاكرة                         |
| --------------- | ---------------- | --------------- | ------------- | ----------- | ----------- | ------------------- | ------------------- | ------------------------------ | ------------------------ | ------------- | ----------------- | ----------------------- | --------------------------------------- | ------------------------------- |
| الأداء الأقصى   | 6 (12)           | Core i7 Extreme | 4960X         | 3.6 GHz     | 4.0 GHz     | غير متاح            | غير متاح            | 15 MB                          | 130 W                    | Q3 2013       |                   | [[LGA 2011\|LGA 2011]] ‏ | DMI 2.0 ‏ منفذ الملحقات الإضافية السريع* | حتى أربعة قنوات DDR3-1866       |
| الأداء الأقصى   | 6 (12)           | إنتل كور i7     | 4930K         | 3.4 GHz     | 3.9 GHz     | غير متاح            | غير متاح            | 12 MB                          | 130 W                    | Q3 2013       |                   | [[LGA 2011\|LGA 2011]] ‏ | DMI 2.0 ‏ منفذ الملحقات الإضافية السريع* | حتى أربعة قنوات DDR3-1866       |
| الأداء الأقصى   | 4 (8)            | إنتل كور i7     | 4820K         | 3.7 GHz     | 3.9 GHz     | غير متاح            | غير متاح            | 10 MB                          | 130 W                    | Q3 2013       |                   | [[LGA 2011\|LGA 2011]] ‏ | DMI 2.0 ‏ منفذ الملحقات الإضافية السريع* | حتى أربعة قنوات DDR3-1866       |
| الأداء          | 4 (8)            | إنتل كور i7     | 3770K         | 3.5 GHz     | 3.9 GHz     | 650 MHz             | 1150 MHz            | 8 MB                           | 77 W                     | 2012-04-23    | $332              | [[LGA 1155\|LGA 1155]] ‏ | DMI 2.0 ‏ منفذ الملحقات الإضافية السريع∗ | حتى اثنتين من القنوات DDR3-1600 |
| الأداء          | 4 (8)            | إنتل كور i7     | 3770          | 3.4 GHz     | 3.9 GHz     | 650 MHz             | 1150 MHz            | 8 MB                           | 77 W                     | 2012-04-23    | $294              | [[LGA 1155\|LGA 1155]] ‏ | DMI 2.0 ‏ منفذ الملحقات الإضافية السريع∗ | حتى اثنتين من القنوات DDR3-1600 |
| الأداء          | 4 (8)            | إنتل كور i7     | 3770S         | 3.1 GHz     | 3.9 GHz     | 650 MHz             | 1150 MHz            | 8 MB                           | 65 W                     | 2012-04-23    | $294              | [[LGA 1155\|LGA 1155]] ‏ | DMI 2.0 ‏ منفذ الملحقات الإضافية السريع∗ | حتى اثنتين من القنوات DDR3-1600 |
| الأداء          | 4 (8)            | إنتل كور i7     | 3770T         | 2.5 GHz     | 3.7 GHz     | 650 MHz             | 1150 MHz            | 8 MB                           | 45 W                     | 2012-04-23    | $294              | [[LGA 1155\|LGA 1155]] ‏ | DMI 2.0 ‏ منفذ الملحقات الإضافية السريع∗ | حتى اثنتين من القنوات DDR3-1600 |
| الرئيسي         | 4 (4)            | Core i5         | 3570K         | 3.4 GHz     | 3.8 GHz     | 650 MHz             | 1150 MHz            | 6 MB                           | 77 W                     | 2012-04-23    | $225              | [[LGA 1155\|LGA 1155]] ‏ | DMI 2.0 ‏ منفذ الملحقات الإضافية السريع∗ | حتى اثنتين من القنوات DDR3-1600 |
| الرئيسي         | 4 (4)            | Core i5         | 3570          | 3.4 GHz     | 3.8 GHz     | 650 MHz             | 1150 MHz            | 6 MB                           | 77 W                     | 2012-05-31    | $213              | [[LGA 1155\|LGA 1155]] ‏ | DMI 2.0 ‏ منفذ الملحقات الإضافية السريع∗ | حتى اثنتين من القنوات DDR3-1600 |
| الرئيسي         | 4 (4)            | Core i5         | 3570S         | 3.1 GHz     | 3.8 GHz     | 650 MHz             | 1150 MHz            | 6 MB                           | 65 W                     | 2012-05-31    | $205              | [[LGA 1155\|LGA 1155]] ‏ | DMI 2.0 ‏ منفذ الملحقات الإضافية السريع∗ | حتى اثنتين من القنوات DDR3-1600 |
| الرئيسي         | 4 (4)            | Core i5         | 3570T         | 2.3 GHz     | 3.3 GHz     | 650 MHz             | 1150 MHz            | 6 MB                           | 45 W                     | 2012-05-31    | $205              | [[LGA 1155\|LGA 1155]] ‏ | DMI 2.0 ‏ منفذ الملحقات الإضافية السريع∗ | حتى اثنتين من القنوات DDR3-1600 |
| الرئيسي         | 4 (4)            | Core i5         | 3550          | 3.3 GHz     | 3.7 GHz     | 650 MHz             | 1150 MHz            | 6 MB                           | 77 W                     | 2012-04-23    | $205              | [[LGA 1155\|LGA 1155]] ‏ | DMI 2.0 ‏ منفذ الملحقات الإضافية السريع∗ | حتى اثنتين من القنوات DDR3-1600 |
| الرئيسي         | 4 (4)            | Core i5         | 3550S         | 3.0 GHz     | 3.7 GHz     | 650 MHz             | 1150 MHz            | 6 MB                           | 65 W                     | 2012-04-23    | $205              | [[LGA 1155\|LGA 1155]] ‏ | DMI 2.0 ‏ منفذ الملحقات الإضافية السريع∗ | حتى اثنتين من القنوات DDR3-1600 |
| الرئيسي         | 4 (4)            | Core i5         | 3475S         | 2.9 GHz     | 3.6 GHz     | 650 MHz             | 1100 MHz            | 6 MB                           | 65 W                     | 2012-05-31    | $201              | [[LGA 1155\|LGA 1155]] ‏ | DMI 2.0 ‏ منفذ الملحقات الإضافية السريع∗ | حتى اثنتين من القنوات DDR3-1600 |
| الرئيسي         | 4 (4)            | Core i5         | 3470          | 3.2 GHz     | 3.6 GHz     | 650 MHz             | 1100 MHz            | 6 MB                           | 77 W                     | 2012-05-31    | $184              | [[LGA 1155\|LGA 1155]] ‏ | DMI 2.0 ‏ منفذ الملحقات الإضافية السريع∗ | حتى اثنتين من القنوات DDR3-1600 |
| الرئيسي         | 4 (4)            | Core i5         | 3470S         | 2.9 GHz     | 3.6 GHz     | 650 MHz             | 1100 MHz            | 6 MB                           | 65 W                     | 2012-05-31    | $184              | [[LGA 1155\|LGA 1155]] ‏ | DMI 2.0 ‏ منفذ الملحقات الإضافية السريع∗ | حتى اثنتين من القنوات DDR3-1600 |
| الرئيسي         | 2 (4)            | Core i5         | 3470T         | 2.9 GHz     | 3.6 GHz     | 650 MHz             | 1100 MHz            | 3 MB                           | 35 W                     | 2012-05-31    | $184              | [[LGA 1155\|LGA 1155]] ‏ | DMI 2.0 ‏ منفذ الملحقات الإضافية السريع∗ | حتى اثنتين من القنوات DDR3-1600 |
| الرئيسي         | 4 (4)            | Core i5         | 3450          | 3.1 GHz     | 3.5 GHz     | 650 MHz             | 1100 MHz            | 6 MB                           | 77 W                     | 2012-04-23    | $184              | [[LGA 1155\|LGA 1155]] ‏ | DMI 2.0 ‏ منفذ الملحقات الإضافية السريع∗ | حتى اثنتين من القنوات DDR3-1600 |
| الرئيسي         | 4 (4)            | Core i5         | 3450S         | 2.8 GHz     | 3.5 GHz     | 650 MHz             | 1100 MHz            | 6 MB                           | 65 W                     | 2012-04-23    | $184              | [[LGA 1155\|LGA 1155]] ‏ | DMI 2.0 ‏ منفذ الملحقات الإضافية السريع∗ | حتى اثنتين من القنوات DDR3-1600 |
| الرئيسي         | 4 (4)            | Core i5         | 3350P         | 3.1 GHz     | 3.3 GHz     | غير متاح            | غير متاح            | 6 MB                           | 69 W                     | 2012-09-03    | $177              | [[LGA 1155\|LGA 1155]] ‏ | DMI 2.0 ‏ منفذ الملحقات الإضافية السريع∗ | حتى اثنتين من القنوات DDR3-1600 |
| الرئيسي         | 4 (4)            | Core i5         | 3330          | 3.0 GHz     | 3.2 GHz     | 650 MHz             | 1050 MHz            | 6 MB                           | 77 W                     | 2012-09-03    | $182              | [[LGA 1155\|LGA 1155]] ‏ | DMI 2.0 ‏ منفذ الملحقات الإضافية السريع∗ | حتى اثنتين من القنوات DDR3-1600 |
| الرئيسي         | 4 (4)            | Core i5         | 3330S         | 2.7 GHz     | 3.2 GHz     | 650 MHz             | 1050 MHz            | 6 MB                           | 65 W                     | 2012-09-03    | $177              | [[LGA 1155\|LGA 1155]] ‏ | DMI 2.0 ‏ منفذ الملحقات الإضافية السريع∗ | حتى اثنتين من القنوات DDR3-1600 |
| الرئيسي         | 2 (4)            | Core i3         | 3240          | 3.4 GHz     | غير متاح    | 650 MHz             | 1050 MHz            | 3 MB                           | 55 W                     | 2012-09-03    | $138              | [[LGA 1155\|LGA 1155]] ‏ | DMI 2.0 ‏ منفذ الملحقات الإضافية السريع  | حتى اثنتين من القنوات DDR3-1600 |
| الرئيسي         | 2 (4)            | Core i3         | 3240T         | 2.9 GHz     | غير متاح    | 650 MHz             | 1050 MHz            | 3 MB                           | 35 W                     | 2012-09-03    | $138              | [[LGA 1155\|LGA 1155]] ‏ | DMI 2.0 ‏ منفذ الملحقات الإضافية السريع  | حتى اثنتين من القنوات DDR3-1600 |
| الرئيسي         | 2 (4)            | Core i3         | 3225          | 3.3 GHz     | غير متاح    | 650 MHz             | 1050 MHz            | 3 MB                           | 55 W                     | 2012-09-03    | $134              | [[LGA 1155\|LGA 1155]] ‏ | DMI 2.0 ‏ منفذ الملحقات الإضافية السريع  | حتى اثنتين من القنوات DDR3-1600 |
| الرئيسي         | 2 (4)            | Core i3         | 3220          | 3.3 GHz     | غير متاح    | 650 MHz             | 1050 MHz            | 3 MB                           | 55 W                     | 2012-09-03    | $117              | [[LGA 1155\|LGA 1155]] ‏ | DMI 2.0 ‏ منفذ الملحقات الإضافية السريع  | حتى اثنتين من القنوات DDR3-1600 |
| الرئيسي         | 2 (4)            | Core i3         | 3210          | 3.2 GHz     | غير متاح    | 650 MHz             | 1050 MHz            | 3 MB                           | 55 W                     | 2013-01-20    | $117              | [[LGA 1155\|LGA 1155]] ‏ | DMI 2.0 ‏ منفذ الملحقات الإضافية السريع  | حتى اثنتين من القنوات DDR3-1600 |
| الرئيسي         | 2 (4)            | Core i3         | 3220T         | 2.8 GHz     | غير متاح    | 650 MHz             | 1050 MHz            | 3 MB                           | 35 W                     | 2012-09-03    | $117              | [[LGA 1155\|LGA 1155]] ‏ | DMI 2.0 ‏ منفذ الملحقات الإضافية السريع  | حتى اثنتين من القنوات DDR3-1600 |
| الرئيسي         | 2 (2)            | Pentium         | G2130         | 3.2 GHz     | غير متاح    | 650 MHz             | 1050 MHz            | 3 MB                           | 55 W                     | 2013-01-20    | $86               | [[LGA 1155\|LGA 1155]] ‏ | DMI 2.0 ‏ منفذ الملحقات الإضافية السريع  | حتى اثنتين من القنوات DDR3-1600 |
| الرئيسي         | 2 (2)            | Pentium         | G2120         | 3.1 GHz     | غير متاح    | 650 MHz             | 1050 MHz            | 3 MB                           | 55 W                     | 2012-09-03    | $75               | [[LGA 1155\|LGA 1155]] ‏ | DMI 2.0 ‏ منفذ الملحقات الإضافية السريع  | حتى اثنتين من القنوات DDR3-1600 |
| الرئيسي         | 2 (2)            | Pentium         | G2100T        | 2.6 GHz     | غير متاح    | 650 MHz             | 1050 MHz            | 3 MB                           | 35 W                     | 2012-09-03    | $75               | [[LGA 1155\|LGA 1155]] ‏ | DMI 2.0 ‏ منفذ الملحقات الإضافية السريع  | حتى اثنتين من القنوات DDR3-1600 |
| الرئيسي         | 2 (2)            | Pentium         | G2020T        | 2.5 GHz     | غير متاح    | 650 MHz             | 1050 MHz            | 3 MB                           | 35 W                     | 2013-01-20    | $64               | [[LGA 1155\|LGA 1155]] ‏ | DMI 2.0 ‏ منفذ الملحقات الإضافية السريع  | Dual channel DDR3-1333          |
| الرئيسي         | 2 (2)            | Pentium         | G2020         | 2.9 GHz     | غير متاح    | 650 MHz             | 1050 MHz            | 3 MB                           | 55 W                     | 2013-01-20    | $64               | [[LGA 1155\|LGA 1155]] ‏ | DMI 2.0 ‏ منفذ الملحقات الإضافية السريع  | Dual channel DDR3-1333          |
| الرئيسي         | 2 (2)            | Pentium         | G2010         | 2.8 GHz     | غير متاح    | 650 MHz             | 1050 MHz            | 3 MB                           | 55 W                     | 2013-01-20    | $64               | [[LGA 1155\|LGA 1155]] ‏ | DMI 2.0 ‏ منفذ الملحقات الإضافية السريع  | Dual channel DDR3-1333          |
| الرئيسي         | 2 (2)            | Celeron         | G1620         | 2.7 GHz     | غير متاح    | 650 MHz             | 1050 MHz            | 2 MB                           | 55 W                     | 2013-01-20    | $52               | [[LGA 1155\|LGA 1155]] ‏ | DMI 2.0 ‏ منفذ الملحقات الإضافية السريع  | Dual channel DDR3-1333          |
| الرئيسي         | 2 (2)            | Celeron         | G1610         | 2.6 GHz     | غير متاح    | 650 MHz             | 1050 MHz            | 2 MB                           | 55 W                     | 2013-01-20    | $42               | [[LGA 1155\|LGA 1155]] ‏ | DMI 2.0 ‏ منفذ الملحقات الإضافية السريع  | Dual channel DDR3-1333          |
| الرئيسي         | 2 (2)            | Celeron         | G1610T        | 2.3 GHz     | غير متاح    | 650 MHz             | 1050 MHz            | 2 MB                           | 35 W                     | 2013-01-20    | $42               | [[LGA 1155\|LGA 1155]] ‏ | DMI 2.0 ‏ منفذ الملحقات الإضافية السريع  | Dual channel DDR3-1333          |

∗ يتطلب لوحة ام متوافقة
الأحرف في نوع المعالج ترمز إلى:
- K - غير مقيد السرعة
- S - أسلوب الأداء الأمثل (طاقة منخفظة TDP 65)
- T - أسلوب لأمثل الطاقة ( 35-45W TDP طاقة منخفضة جدا)
- P - لا تحتوي على شرائح فيديو مدمجة
- X – الأداء الأقصى

- "المعمارية الهندسية لمعالجات Ivy Bridge". عرب هاردوير. مؤرشف من الأصل في 2014-07-01.
- "Intel® 22nm Technology". Intel. مؤرشف من الأصل في 2019-06-16.